# Eva Mendlik
Eva Mendlik (ook bekend als: Eva van Es-Mendlik) (Haarlem, 5 mei 1928 - Amsterdam, 30 december 2014) was een Nederlands beeldhouwster en medailleur.

## Familie
Mendlik werd geboren als dochter van dr. Ferenc Mendlik (1901-1974) en Emilia Eszsébet Gyermek. Zij was een kleindochter van de kunstschilder Oszkár Mendlik (1871-1963) en beeldhouwster Julie Mijnssen (1873-1936). Mendlik trouwde in 1958 met L.W.C. van Es.

## Loopbaan
Zij volgde de opleiding aan de Rijksacademie voor Beeldende Kunsten te Amsterdam waar zij als docenten Jan Bronner en Piet Esser had. Ze ging vervolgens naar de École Nationale Supérieure d'Architecture et des Arts Décoratifs te Brussel waar ze onderricht kreeg van Oscar Jespers.
Mendlik wordt gerekend tot de tweede generatie van de Groep van de figuratieve abstractie.
Ze is bekend van het beeld van acteur Ko Arnoldi dat zich in de Amsterdamse Stadsschouwburg bevindt.
Ter gelegenheid van haar tachtigste verjaardag werd in Arti et Amicitiae in Amsterdam een tentoonstelling ingericht; ze was toen 53 jaar lid van die kunstenaarsvereniging.